# 제1스키엽병사단
제1스키엽병사단(1. Skijäger-Division)은 1943년 가을에 동부전선에서 1 스키 여단으로 창설되었고, 1944년 여름에 정규 사단으로 확장되었다. 창설 이후 계속 동부전선에서 전투를 치렀으며, 종전 직전에 소련군에 항복했다.